# Allophylus rheedei
Allophylus rheedei là một loài thực vật có hoa trong họ Bồ hòn. Loài này được (Wight) Radlk. mô tả khoa học đầu tiên năm 1895.